# Армін Гарі
Армін Еріх Гарі (нім. Armin Erich Hary, нар. 22 березня 1937) — німецький легкоатлет, який спеціалізувався в бігу на короткі дистанції.

## Досягнення
Олімпійський чемпіон-1960 та чемпіон Європи-1958 з бігу на 100 метрів та в естафеті 4×100 метрів.
Ексрекордсмен світу з бігу на 100 метрів та в естафеті 4×100 метрів.
Першим в історії подолав «стометрівку» за 10,0h.

## Основні міжнародні виступи
| Рік  | Змагання         | Місто     | Місце | Дисципліна |
| ---- | ---------------- | --------- | ----- | ---------- |
| 1958 | Чемпіонат Європи | Стокгольм | 1     | 100 м      |
| 1958 | 1                | 4×100 м   |       |            |
| 1960 | Олімпійські ігри | Рим       | 1     | 100 м      |
| 1960 | 1                | 4×100 м   |       |            |

## Відео виступів
- Фінал бігу на 100 метрів на Олімпійських іграх-1960 на YouTube (чорно-біле відео)
- Фінал бігу на 100 метрів на Олімпійських іграх-1960 на YouTube (кольорова аматорська зйомка)
- Забіг, в якому Армін Гарі встановив світовий рекорд з бігу на 100 метрів (10,0) на YouTube